# Левая Россошь
Ле́вая Ро́ссошь — село Каширского района Воронежской области. Административный центр Левороссошанского сельского поселения.
В селе располагается церковь Иоанна Богослова 1805 года постройки.

## История
До революции село было центром Лево-Россошанской волости Коротоякского уезда Воронежской губернии.
До 3 июня 1959 года Левая Россошь была центром Левороссошанского района.

## Население
| 1859  | 1897  | 2010  | 2012  | 2013  | 2014  | 2015  |
| ----- | ----- | ----- | ----- | ----- | ----- | ----- |
| 3016  | ↗4736 | ↘1173 | ↘1139 | ↘1112 | ↘1091 | ↘1055 |
| 2016  | 2017  | 2018  |       |       |       |       |
| ↘1052 | ↗1062 | ↘1054 |       |       |       |       |

## География
Находится на берегу речки Сухая Хворостань.

### Улицы
| - ул. 1 Мая, - ул. 9 Января, - ул. Большевитская, - ул. Будённого, - ул. Гагарина, - ул. Калинина, - ул. Кольцовская, - ул. Красная Звезда, | - ул. Ленина, - ул. Максима Горького, - ул. Октябрьская, - ул. Пролетарская, - ул. Пугачёва, - ул. С. Разина, - ул. Советская, - пр. Революции. |

## Известные уроженцы
- Бушмин, Алексей Сергеевич (1910—1983) — советский литературовед, академик АН СССР (1979), исследователь творческого наследия М. Е. Салтыкова-Щедрина, директор Института русской литературы АН СССР (1955—1965, 1978—1983).
- Макашов, Альберт Михайлович (род.12 июня 1938) — советский военачальник, генерал-полковник, народный депутат СССР, кандидат в Президенты РСФСР (1991)[13].